# Kasztelania chełmska
Kasztelania chełmska – kasztelania mieszcząca się niegdyś w województwie ruskim z siedzibą (kasztelem) w Chełmie.
Kasztelan chełmski pełnił urzędy od XIV wieku do rozbiorów na ziemi chełmskiej. Siedzibą kasztelanów chełmskich w XIV w. stała się wieża obronna na Górze Zamkowej w Chełmie.

## Kasztelanowie chełmscy
- Wańko Kierdejowicz z Kwasiłowa, kasztelan chełmski 1454
- Mikołaj Chrząstowski z Brzezia, h. Zadora (zm. 1483), kasztelan chełmski, 1470-1481
- Jakub Zaklika z Czyżowa h. Topór, 1481?-1499
- Stanisław Kuropatwa h. Jastrzębiec, 1504-1515?
- Jan Tęczyński (1492–1541)  h. Topór, 1515-1518

Szczęsny, (kasztelan chełmski i starosta łukowski, poświadczony w 1522 r.)
- Stanisław Tarnowski (kasztelan sądecki), h.Leliwa, 1526-1527 (ur. przed 1479/1487 – zm. między 1528 a 1530)
- Piotr Firlej (wojewoda ruski)  h. Lewart  od 1527
- Jan Drohojowski (biskup włocławski) h. Korczak, 1540 (biskup kamieniecki od 1544)
- Jan Sienicki h. Bończa,
- Andrzej Bzicki h. Ciołek, 1557-1562
- Jan Boner (zm. 1562), 1552
- Jan Orzechowski h. Rogala, zm. 1572
- Stanisław Zamoyski (ur. 1519, zm. 1572), h. Jelita (jego synem był Jan Zamoyski, (1542-1605))
- Mikołaj Łysakowski h. Lubicz 1576
- Marcin Uhrowiecki herbu Suchekomnaty, 1586-1600
- Jan Zamoyski (zm. 1618) h. Jelita, 1604-1613
- Stanisław Niemojewski h. Rola, 1619-1620
- Samuel Koniecpolski h. Pobóg, 1621
- Stanisław Zamoyski h. Jelita
- Zbigniew Gorajski h. Korczak, 1641-1653
- Mikołaj Firlej Broniewski h. Lewart, 1650? (od 1653 do 1658)
- Jan Franciszek Lubowiecki, 1659-1661
- Jan Piaseczyński, h. Lis, 1670
- Jan Zamoyski h. Jelita  lub Jan Kazimierz Zamoyski (ur. w 1658, zm. w 1692)
- Stanisław Zygmunt Druszkiewicz h. Bożawola, 1685-1690
- Kazimierz Minor herbu Półkozic, 1699[2]
- Karol Aleksander Krasicki h. Rogala od 1707, zm. 1717
- Wojciech Mikołaj Olędzki h. Rawicz,  od 5 grudnia 1717, zm. 1724
- Stanisław Konarski (kasztelan chełmski) h. Ossoria, ok. 1724
- Kazimierz Dłużewski h. Pobóg, zm. 1725
- Piotr Michał Miączyński h. Suchekomnaty, 1724-1737
- Jan Boży Krasicki  h. Rogala, 1737 zm. 1751
- Andrzej Olędzki h. Rawicz, 1752-1754
- Ignacy Komorowski (kasztelan chełmski) h. Korczak, ok. 1756-1760 (według K. Niesiołowskiego; lub Józef Joachim Komorowski, 1757?)
- Stefan Kunicki (zm. 1766) herbu Bończa, 1760, zm. 1766
- Wojciech Węgliński herbu Godziemba, zm. 1785, wrzesień 1776 – wrzesień 1785
- Wojciech Poletyło herbu Trzywdar, 1786